# シイラ属
シイラ属 (Coryphaena)は、条鰭綱Carangiformes目シイラ科に分類される分類群。本属のみでシイラ科を構成する単型属である。

## 分布と生態
世界中の熱帯から温帯海域に分布し、沿岸から沖合の表層に生息する。小魚などを捕食する。

## 形態
体は側扁し、細長い。背鰭は一基で48 - 65軟条から成り、基部は頭部から尾部まで伸びる。背鰭にも臀鰭にも棘は無く、軟条から成る。尾鰭は深く二叉する。雄の成魚は額が角張るようになる。最大種はシイラで、全長1.5 mに達する。

## 分類
以下の分類・英名は、Fishbase(2019)に従う。和名は本村(2020)に従う。
- Coryphaena equiselis エビスシイラ Pompano dolphinfish
- Coryphaena hippurus シイラ Common dolphinfish